# 陳維安
陳維安，GBS（1965年—），羅定邦中學校監，香港立法會前秘書長，曾任教育局副局長及香港賽馬會馬場事務部總監。現時為香港中文大學副校長（行政）。但在2025年7月10日因私人理由向中大提出請辭。

## 教育
陳維安於1977年畢業於拔萃小學，於1977年至1982年就讀於拔萃男書院，其後在普林斯頓大學取得機電工程理學士學位（1987年畢業），並於哈佛大學取得應用數學碩士學位，與及在賓夕凡尼亞大學沃頓商學院取得工商管理碩士學位。
2015年4月22日，陳維安被任命為羅定邦中學獨立校董。2024年，陳維安被任命為香港中文大學副校長（行政）。但在2025年7月10日因私人理由向中大提出請辭。

## 簡歷
陳維安在1998至2000年出任中央政策組非全職顧問；2000年加入香港賽馬會。此外，他也是師訓與師資諮詢委員會成員。在被委任為香港教育局副局長前，陳維安是時任渣打銀行亞洲區副主席陳德霖創辦的智經研究中心的研究小組召集人。2012年6月28日，陳維安獲委任為立法會秘書處秘書長。2024年，陳維安被任命為香港中文大學副校長（行政）。但在2025年7月10日因私人理由向中大提出請辭。

## 爭議

### 副局長薪酬風波
2008年6月，政府委任陳維安為香港教育局副局長後拒絕公布副局長的薪酬，在輿論的批評下，政府終於公開副局長及政治助理的薪酬。陳維安是五名獲得223,585元「頂薪」的副局長其中之一。根據香港調查研究中心的調查，六成受訪市民認為副局長薪酬過高。

### 陳德霖馬房論
陳維安是前特首辦主任陳德霖創辦的智經研究中心的研究小組召集人。陳維安曾經表示對商務及經濟發展、財經以及教育三方面感興趣，最後政府委任其為教育局副局長。民主黨張文光說，今次明顯是不同政治力量分贓，非以能力挑選人才，他形容這是新的「馬房政治」，「人選都係來自左派同埋智經研究中心，唔係搵界內有能力人士，好似做教育局副局長陳維安，就同教育界冇關，只係因為佢係智經成員。」

### 妻子無視教育局停課令
2009年6月12日，人類豬流感在校園肆虐，教育局要求全港小學及幼稚園停課，呼籲家長勿帶子女到人多地方，但陳維安的妻子王虹虹卻並無聽從呼顅，向兒子就讀的學校建議，若畢業典禮因停課令而取消，家長可自行組織「畢業禮」，遭其他家長炮轟她漠視停課令，隨時令活動變為播毒溫床。陳維安承認事件，但強調他無參與兒子在學校的事宜。

### 安排兒子入讀國際學校
2010年4月27日，陳維安出席樹仁大學學生講座時，被學生批評他安排自己的兩個兒子入讀國際學校，指他連教育局高官都不認同本土教育，如何讓一般家長放心。
香港立法會議員梁國雄亦在立法會批評陳維安，但陳維安拒絕回答梁國雄的提問。

### 2016年立法會大會主席選舉爭議
2016年第六屆香港立法會選舉結束，並於是年10月12日同日舉行議員就任宣誓及互選立法會大會主席。
陳維安轄下的香港立法會秘書處被揭漠視基本法對大會主席的國籍要求，未有核實建制派候選人梁君彥的參選資格便讓其參選，而被揭擁有英國居留權的梁君彥的參選資格仍存在爭論。
另一方面，陳維安在10月12日上午為議員就任監誓時，指三位完整讀完誓辭，但在誓辭前或後加上其他語言或行動表述的非建制派候任議員「改變誓言內容」、「加插誓言沒有包含的字句」、不肯定該等候任議員是否「理解誓辭內容」等，稱自己「無權為其監誓」，秘書處因而拒絕讓他們在下午的大會主席選舉及內會主席選舉中投票，同一時間，宣誓時省去誓辭中「香港」二字的建制派議員黃定光則獲確認完成宣誓及選舉主席的投票權。
當日下午，陳維安轄下的秘書處被指誤導主持大會主席選舉的非建制派梁耀忠議員，指梁只是主持人而沒有主席的權力，不能作出中止會議或其他裁決，甚至拒絕讓法律顧問在會議中向議員澄清程序，縱使其他議員對程序公正提出疑問，仍催促梁耀忠盡快進行投票，梁耀忠其後表示秘書處向他表明不可派票予三名「未完成宣誓」的議員，有違他自己的原則，因此決定放棄主持主席選舉；另一方面，建制派石禮謙議員接手主持時，則稱自己有議事規則賦予的主席權利，非建制派議員繼續在會上質疑梁君彥參選資格、以及投訴三名議員被剝奪投票權等均不獲處理，眾人憤而撕毀選票離場，秘書處則在旁逐步提點石禮謙讓剩下的建制派議員投票。是次投票結果為：梁君彥獲38票、涂謹申獲0票，白票3張，但非建制派議員稱各種質疑未獲滿意解決，不承認是次選舉結果。
在此爭議中，陳維安及其轄下的秘書處被質疑處理建制派與非建制派議員諸事上存在雙重標準，而陳維安於2012年上任立法會秘書長時稱自己「有信心以專業態度保持政治中立，為立法會主席提供議會運作的中肯意見，並與各議員繼續保持互信」，有評論認為該承諾能否實現成疑。

### 立法會秘書處越權及政治審查爭議
2019年5月4日，立法會內務委員會召開特別會議，通過由建制派最資深議員石禮謙取代民主黨涂謹申，主持法案委員會選舉主席程序，立法會法案委員會秘書在通過指引後約一小時發出通知，要求委員5月6日正午前透過書面回覆是否採納指引，而不用在同日會議上討論，民主派指據《法案委員會主席手冊》第 4.27 段，只有主席有權將一項須由法案委員會決定的事宜，藉傳閱文件方式交由各委員研究，且須「並無委員表示反對，或要求在法案委員會會議上討論該項事宜」委員會才可傳閱決定事宜，因此批評秘書處做法「越權」，如同「政變」，並正式向陳維安發律師信。12名民主派議員5月6日早上到陳維安的辦公室外要求與對方會面，促請他收回書面決議文件，否則會要求他辭職。不過，他們在辦公室外等候45分鐘，職員仍未能找到陳維安，他們於是自行離開。郭榮鏗批評秘書處做法越權，準備於內會對陳維安提出譴責或不信任動議。 翌日，陳維安現身回應，稱秘書處一直政治中立、不偏不倚，又不點名指有人「對秘書處的批評近乎欺凌，希望有關的人停止攻擊秘書處」。
同年5月9日，一名黃姓前立法會保安員在立法議員譚文豪陪同下召開記者會，指出立法會秘書處曾要求保安員填寫表格以「申報」政治立場，表格中有「藍」（指支持政府立場）和「黃」（指持有反對意見的立場）兩個選項，但沒有「政治中立」選項。該名保安員當日拒絕填寫表格，後來此遭受欺凌、排斥及打壓，其工作表現紀錄也被抹黑。她曾就事件向人事部投訴，人事部主管卻詢問她「你乜野政治立場」（你是甚麼政治立場），多次向主管及人事部索取工作表現評估報告，卻一直沒有回音，甚至被問為何要取回，指「你攞返對你好不利」（你取回對你很不利），此外，她曾與擔任議員助理的民主派政黨社民連的副主席黃浩銘打招呼，及後被上司訓斥，指不准、亦不應該與部分議員助理傾談，又指示她應以假扮要接聽電話等藉口迴避。譚文豪質疑陳維安領導下的立法會秘書處並非如其自稱般「政治中立」。